# 高杉実夏
高杉 実夏（たかすぎ みなつ、1987年8月28日 - ） は、日本のタレント、歌手であり、アイドルグループ虹色スイッチの元メンバー（ピンク担当）である。愛称はなっちゃん。
埼玉県出身。身長163cm。

## 人物
8月28日生まれ。
高校1年生から3年間、EXPG（EXILE PROFESSIONAL GYM）に通っていた。
アイドルグループ虹色スイッチとして2010年デビュー。
ピンク担当。愛称はなっちゃん。
虹色スイッチとしてCDリリース、672回のライブ公演を行い、2012年5月有明コロシアムにて行われた日本プロバスケットボールｂｊリーグにライブ出演、閉会式のアシスタントを務めた。
また2013年7、9月に行われた格闘技RISEのオープニングパフォーマンスゲストを務めた。
2014年からはプレシャスパーティーとして活動していたが同年8月に卒業。

## CDリリース作品
1. 恋は急上昇↑↑（2010年8月1日発売）
2. 真夜中のシンデレラ（2010年8月1日発売）
3. 願い星／to sound （2010年11月15日発売、MSSR-1023） - オリコンインディーズチャート4位
4. ときめき列車（2011年1月1日発売）
5. 空とキミとボク／好きになってもいいですか？（2011年3月16日発売、MSSR-1025）、- オリコンインディーズチャート8位
6. Maze（2011年5月28日発売）
7. 和心漸進∞ボクラノ祭／コイノカケラ（2011年8月27日発売、MSSR-1028）
8. にじのうた / LuvSick..xx（2012年9月26日、MSSR-1037／MSSR-2037
9. No control／SUMMER☆LIP（2013年8月28日発売）

## その他の楽曲
- 幸福探偵～野良猫Key～
- dear snow